# Et la nuit chante
Et la nuit chante (Die Nacht singt ihre Lieder) est un film allemand de Romuald Karmakar sorti en 2004, basé sur la pièce de l'écrivain norvégien Jon Fosse.

## Synopsis
Un couple vit dans un petit appartement d'une ville allemande avec leur bébé. La femme est pleine d'énergie tandis que l'homme est un écrivain dont la vie s'effiloche.
Personne ne veut plus l'éditer et l'espoir de réussir diminue à chaque nouveau refus. Il reste assis sur le canapé, à lire du matin au soir. Mais la jeune femme ne baisse pas les bras. Elle attend davantage de la vie. Elle l'encourage, elle le provoque – et cherche à s'évader de cette médiocrité au quotidien. Les beaux-parents annoncent leur venue. Ils voudraient voir le bébé. Ils disparaissent toutefois aussi vite qu'ils étaient arrivés. Dans son désarroi, ou par bravade, une nuit, la jeune femme sort et fait la tournée des boîtes branchées de la ville. Elle danse, elle flirte, elle s'amuse. Derrière tout ça, il y a le désir d'autre chose – l'authenticité, la sécurité, l'amour, la quiétude, peut-être. Elle rentre. Tout est comme avant. Pourtant, quelque chose a radicalement changé. Et la nuit chante…